# Quintessenziali
I Quintessenziali sono dei personaggi alieni presenti nell'universo dei Transformers. All'interno della serie TV, essi sono i creatori dei Transformers, sebbene nella maggior parte degli altri universi in cui sono presenti i Transformers essi non abbiano questo ruolo.
Anche se hanno diversi tipi di corpo, con il nome di Quintessenziani si tende a indicare il "giudice" Quintessenziano, che ha cinque facce con cinque personalità distinte ed è quello più presente nella serie.

## Generazione Uno

### Serie animata
Dodici milioni di anni fa, una razza aliena conosciuta come Quintessenziani ha usato il pianeta Cybertron come fabbrica per produrre forme di vita cibernetiche. Dai loro iniziali esperimenti nella fusione di componenti organici e tecnologici ottennero una forma di vita "Trans-organica", che però si dimostrò troppo primitiva ed instabile, in particolare una sorta di essere di energia che chiamarono "l'abitante", ma tutti questi esseri vennero rinchiusi nei livelli più profondi del pianeta Cybertron.

## Cinema
In ambito cinematografico, una possibile quintessenziana, chiamata Quintessa, viene rappresentata come la creatrice dei cybertroniani, ed è la principale antagonista di Transformers - L'ultimo cavaliere, doppiata ed interpretata dall'attrice Gemma Chan.